# Arteveldetoren
De Arteveldetoren (officieel: KBC Arteveldetoren) is een kantoorgebouw in de Belgische stad Gent. De toren is met zijn 118,5 meter meteen het hoogste gebouw van Gent en het hoogste kantoorgebouw van het Vlaamse Gewest. Hij wordt de regionale hoofdzetel van bank-verzekeraar KBC. De eerste schop in de grond vond plaats in maart 2010, het hoogste punt werd begin juli 2011 bereikt. Het gebouw werd officieel geopend op 20 april 2012.

## Naam
De projectontwikkelaar gaf het bouwwerk de (tijdelijke) naam MG-toren mee. Deze letters verwijzen naar initialen van de voornamen van zijn twee kinderen, Margaux en Guillaume. In december 2010 kreeg de toren haar definitieve naam, KBC Arteveldetoren. Enerzijds refererend aan KBC, de bank die de toren zal betrekken, anderzijds aan de historische Gentse figuur Jacob van Artevelde. De naam is het resultaat van een personeelsraadpleging. De door de directie geselecteerde naam "Arteveldetoren" werd door verschillende mensen voorgesteld.

## Kantoren
De Arteveldetoren is de symbolische toegangspoort van het nieuwe stadsproject The Loop (die de locatie van het oude vliegveld Sint-Denijs-Westrem moet omvormen tot een bruisend stadsdeel). Hij staat in de Gentse deelgemeente Sint-Denijs-Westrem, nabij de afrit van de E40, de B402, de Kortrijksesteenweg en het beurscomplex Flanders Expo.
De opdrachtgevers zijn de nv Stasimo en De Paepe Group en de architecten zijn Jaspers-Eyers & Partners uit Brussel. De 118,5 meter hoge toren telt 27 verdiepingen, goed voor 20.800 vierkante meter kantoor. De bank-verzekeraar KBC centraliseert er zijn diensten die voorheen verspreid in Gent gevestigd waren: Kouterdreef, Kortrijksesteenweg, Bellevue, Zuiderpoort en Vormingscentrum Merelbeke. De vestiging op de Kouter blijft bestaan.